# 新国民党 (グレナダ)
新国民党（しんこくみんとう、英: New National Party、NNP）は、グレナダの保守政党。党首はキース・ミッチェルで、首相となっている。
1984年8月にハーバート・ブライズ率いるグレナダ国民党、ジョージ・ブリザン率いる国民民主党、フランシス・アレクシス率いるグレナダ民主運動の三党が合併し誕生した。党首にはブライズが就き、同年12月の総選挙で全15議席のうち14議席を獲得、ブライズが首相に選任された。1989年1月に行われた党首選挙ではミッチェルがブライズを破って当選したが、翌年の総選挙でNNPは2議席しか確保できず下野した。
1995年の総選挙では8議席を得て多数派になり、ミッチェルが首相になった。しかし、1998年11月に外務相を務めていたラファエル・フレッチャー議員が辞任し過半数を切った。そのため、1999年1月に前倒しで総選挙が行われた。結果、NNPが62%を票を獲得し、全15議席を制した。2003年11月の総選挙では48.0%で8議席を獲得、かろうじて多数派を維持し、3期目をスタートさせた。
2008年7月の総選挙では国民民主会議（NDC）の11議席に対して4議席にとどまり、NDC党首のティルマン・トーマスがミッチェルに代わり首相に就任した。2013年2月の総選挙では59%の票を得て、再び全15議席を独占した。これにより、ミッチェル政権が再発足した。2022年6月23日執行の総選挙では6議席にとどまり、9年ぶりにNDCへ政権を明け渡すこととなった。